# Bell XP-77
Bell XP-77 byl lehký jednomotorový stíhací letoun, postavený firmou Bell Aircraft Corporation na zakázku amerických armádních leteckých sil (United States Army Air Corps), předchůdce pozdějšího amerického armádního letectva. To požadovalo lehký stíhací letoun s nekomplikovanou konstrukcí, vyrobený z nestrategických materiálů. Vývoj letounu postupoval pomalu, k nedostatku strategických surovin nedošlo a americké letectvo mělo dostatek výkonných stíhacích strojů, což vedlo ke zrušení celkého projektu v roce 1944.

## Vývoj
Projekt společnosti Bell byl zahájen v prosinci roku 1941 objednávkou USAAF na stavbu dvou prototypů lehké stíhačky. Dne 9. září 1942 objednalo USAAF stavbu šesti prototypů pro letové a dalších dvou pro statické zkoušky, práce na projektu se však neustále prodlužovala. Bell byl vytížen vývojem a stavbou svých typů P-39, P-63 a P-59 a proto se letounu XP-77 nedostávalo příliš vysoké priority. Jelikož válečná situace se vyvíjela příznivě a strategických surovin byl v USA dostatek, byla objednávka prototypů XP-77 v srpnu roku 1943 snížena na dva kusy (v té době ještě nebyl dokončen ani jeden kus).
První let prototypu proběhl pravděpodobně 1. dubna 1944 na letišti Wright Field. Testy ukázaly, že letoun řadu nedostatků, například problémy s vibracemi ocasních ploch a špatným výhledem pilota. Výkony letounu byly nízké, protože byl podmotorovaný a protože při zkouškách ještě ani nenesl výzbroj a pancéřování, nedalo se čekat jejich zlepšení. Testy pokračovaly na zkušební základně Eglin Field, kde byl 2. října 1944 ztracen druhý prototyp XP-77, který se při jednom z manévrů dostal do obrácené vývrtky a pilot ho musel opustit na padáku. První prototyp byl ještě nějaký čas testován, ale v prosinci roku 1944 byl celý projekt jako neperspektivní zrušen.

## Konstrukce

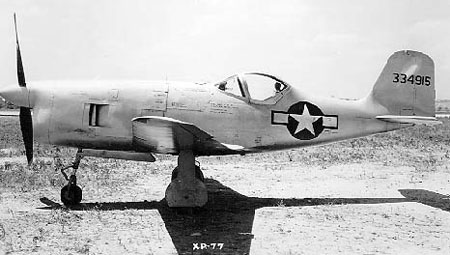
První prototyp XP-77 (SN 43-34915)

Projekt XP-77 představoval malý letoun, který svou koncepci připomínal spíše závodní letadla z třicátých let. Byl vyroben především ze dřeva a překližky. Letoun měl dolnoplošnou koncepci a podobně jako jiný typ firmy Bell, typ P-39 Airacobra, byl vybaven příďovým podvozkem. Přední noha se sklápěla směrem dozadu a hlavní podvozkové nohy se sklápěly směrem k trupu. Podvozek byl poháněn elektricky. Křídlo (stejně jako trup) bylo dřevěné s překližkovým potahem, klapky byly ovládány elektricky.
V dlouhé přídi se nacházel vzduchem chlazený invertní dvanáctiválec do V typu Ranger V-770, který roztáčel dvoulistou stavitelnou vrtuli. Pro letoun byla zvolena verze Ranger XV-770-9 vybavená kompresorem, protože se ale jeho vývoj opozdil, poháněla prototyp slabší verze motoru Ranger XV-770-7 bez kompresoru.
Kabina pilota se nacházela až za odtokovou hranou křídla. Kokpit kryl dvoudílný kapkovitý překryt, který mu poskytoval dobrý výhled směrem do stran a dozadu, díky umístění kabiny však měl pilot špatný výhled směrem vpřed. To bylo problematické především při přistání.
Plánovaná výzbroj byla z původně uvažovaných dvou 20mm kanónů a dvou 12,7mm kulometů postupně redukována až na dvojici synchronizovaných kulometů M2 Browning ráže 12,7 mm, umístěných v krytu motoru. Uvažovalo se také o zavěšení pumy do hmotnosti 136 kg či hlubinné nálože o hmotnosti 148 kg.

## Specifikace (XP-77)

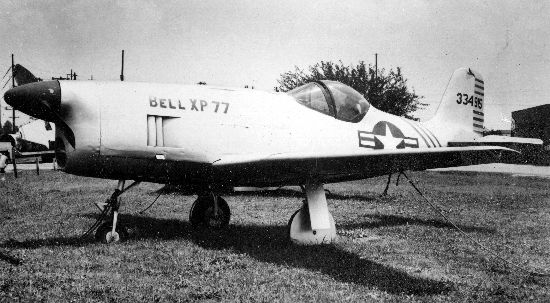
Bell XP-77

Údaje dle

### Technické údaje
- Posádka: 1 (pilot)
- Rozpětí: 8,39 m
- Délka: 6,98 m
- Výška: 2,49 m
- Nosná plocha: 9,29 m²
- Hmotnost prázdného letounu: 1296 kg
- Vzletová hmotnost: 1667 kg
- Max. vzletová hmotnost: 1829 kg

### Výkony
- Maximální rychlost:
  - 531 km/h ve výšce 1200 m
  - 528 km/h ve výšce 3800 m
- Dostup: 9180 m
- Dolet: 491 km
  - s přídavnou nádrží 885 km
- Stoupavost: 1098 m/min[3]
- Pohonná jednotka:' 1 × vzduchem chlazený invertní dvanáctiválcový vidlicový motor Ranger V-770-7
- Výkon pohonné jednotky: 520 hp (388 kW)

### Výzbroj (plánovaná)
- 2 × kulomet M2 Browning ráže 12,7 mm (200 nábojů na hlaveň)[1]
- 1 × puma o hmotnosti 136 kg
- 1 × hlubinná nálož o hmotnosti 148 kg